# Färöische Fußballmeisterschaft der Frauen 2013
Die Färöische Fußballmeisterschaft der Frauen 2013 wurde in der 1. Deild genannten ersten färöischen Liga ausgetragen und war insgesamt die 29. Saison. Sie startete am 23. März 2013 und endete am 12. Oktober 2013.
EB/Streymur/Skála war durch die Fusion von EB/Streymur und Skála ÍF der 27. Teilnehmer der höchsten Spielklasse. Meister wurde Titelverteidiger KÍ Klaksvík, die den Titel somit zum 14. Mal in Folge und zum 15. Mal insgesamt erringen konnten. Absteigen musste hingegen B68 Toftir/NSÍ Runavík, die sich vom Spielbetrieb zurückzogen, nach zwei Jahren Erstklassigkeit.
Im Vergleich zur Vorsaison verschlechterte sich die Torquote auf 4,62 pro Spiel. Den höchsten Sieg erzielte KÍ Klaksvík durch ein 12:0 im Heimspiel gegen ÍF Fuglafjørður am 14. Spieltag, was zugleich das torreichste Spiel darstellte.

## Modus
Durch die Reduzierung auf acht Mannschaften in der 1. Deild  spielte jedes Team nun an 21 Spieltagen jeweils drei Mal gegen jedes andere. Aufgrund der Vorjahresplatzierung trugen im ursprünglichen Spielplan KÍ Klaksvík, B36 Tórshavn, AB Argir und HB Tórshavn ein zusätzliches Heimspiel gegen B68 Toftir/NSÍ Runavík aus. Die punktbeste Mannschaft zu Saisonende stand als Meister dieser Liga fest.

## Saisonverlauf
Sowohl KÍ Klaksvík als auch EB/Streymur/Skála starteten mit vier Siegen in die Saison. Beim Nachholspiel vom ersten Spieltag setzte sich KÍ im direkten Duell mit 3:2 durch, das Rückspiel am achten Spieltag entschied wiederum EBS/Skála mit 2:0 für sich, was die erste Niederlage von KÍ nach 82 ungeschlagenen Spielen bedeutete. Aufgrund eines 1:1-Unentschiedens von KÍ im Auswärtsspiel am zehnten Spieltag gegen B36 Tórshavn übernahm EBS/Skála auch die Tabellenführung. Diese konnte bis zum 17. Spieltag und der 0:1-Niederlage gegen KÍ Klaksvík gehalten werden. Da beide Mannschaften ansonsten keine Punkte abgaben, fiel die Entscheidung um die Meisterschaft erst am letzten Spieltag. Hierbei gewann KÍ auswärts mit 9:0 gegen ÍF Fuglafjørður, während EB/Streymur/Skála mit einer 3:6-Heimniederlage gegen HB Tórshavn die letzte Chance verspielte.
Da sich B68 Toftir/NSÍ Runavík vom Spielbetrieb zurückzog, stand der Absteiger somit fest.

## Tabelle
| Pl. | Verein                   | Sp. | S  | U | N  | Tore    | Diff. | Punkte |
| --- | ------------------------ | --- | -- | - | -- | ------- | ----- | ------ |
| 1.  | KÍ Klaksvík (M, P)       | 18  | 16 | 1 | 1  | 100:100 | +90   | 49     |
| 2.  | EB/Streymur/Skála 1      | 18  | 15 | 0 | 3  | 062:140 | +48   | 45     |
| 3.  | HB Tórshavn              | 18  | 12 | 1 | 5  | 066:240 | +42   | 37     |
| 4.  | B36 Tórshavn             | 18  | 9  | 2 | 7  | 028:260 | +2    | 29     |
| 5.  | ÍF Fuglafjørður          | 18  | 4  | 0 | 14 | 017:830 | −66   | 12     |
| 6.  | Víkingur Gøta            | 18  | 2  | 2 | 14 | 006:710 | −65   | 08     |
| 7.  | AB Argir                 | 18  | 1  | 2 | 15 | 012:630 | −51   | 05     |
| 8.  | B68 Toftir/NSÍ Runavík 2 | 4   | 0  | 0 | 4  | 000:370 | −37   | 0      |

| (N) | Aufsteiger       |
| (M) | Meister 2012     |
| (P) | Pokalsieger 2012 |

## Spiele und Ergebnisse
|                        | AB     | AB  | B36    | B36 | B68/NSÍ | B68/NSÍ | EBS/Skála | EBS/Skála | HB     | HB  | ÍF     | ÍF     | KÍ     | KÍ  | Vík    | Vík    |
| ---------------------- | ------ | --- | ------ | --- | ------- | ------- | --------- | --------- | ------ | --- | ------ | ------ | ------ | --- | ------ | ------ |
| AB Argir               |        |     | 0:1    |     | 0-:- 3  | 0-:- 3  | 0:4       |           | 1:2    | 1:5 | 1:2    | 5:1    | 1:5    |     | 0:2    | 1:1    |
| B36 Tórshavn           | 2:0    | 6:2 |        |     | 10:0 4  | 0-:- 3  | 0:1       | 0:1       | 0:5    | 0:3 | 5:0    |        | 1:1    |     | 2:0    |        |
| B68 Toftir/NSÍ Runavík | 0-:- 3 |     | 0-:- 3 |     |         |         | 000:13 4  | 0-:- 3    | 0-:- 3 |     | 00:1 4 | 0-:- 3 | 0-:- 3 |     | 0-:- 3 | 0-:- 3 |
| EB/Streymur/Skála      | 3:0    | 2:0 | 3:0    |     | 0-:- 3  |         |           |           | 3:1    | 3:6 | 6:2    |        | 2:0    |     | 9:0    | 5:0    |
| HB Tórshavn            | 7:0    |     | 0:0    |     | 13:0 4  | 0-:- 3  | 0:1       |           |        |     | 5:1    | 6:1    | 1:2    | 1:6 | 10:00  | 6:0    |
| ÍF Fuglafjørður        | 2:0    |     | 2:3    | 0:2 | 0-:- 3  |         | 1:7       | 0:6       | 1:4    |     |        |        | 1:9    | 0:9 | 1:0    |        |
| KÍ Klaksvík            | 9:0    | 9:0 | 6:0    | 2:1 | 0-:- 3  | 0-:- 3  | 3:2       | 1:0       | 4:0    |     | 12:00  |        |        |     | 10:00  |        |
| Víkingur Gøta          | 0:0    |     | 0:2    | 0:3 | 0-:- 3  |         | 0:4       |           | 0:4    |     | 1:2    | 2:0    | 0:5    | 0:7 |        |        |

## Torschützenliste
Bei gleicher Anzahl von Treffern sind die Spielerinnen nach dem Nachnamen alphabetisch geordnet.

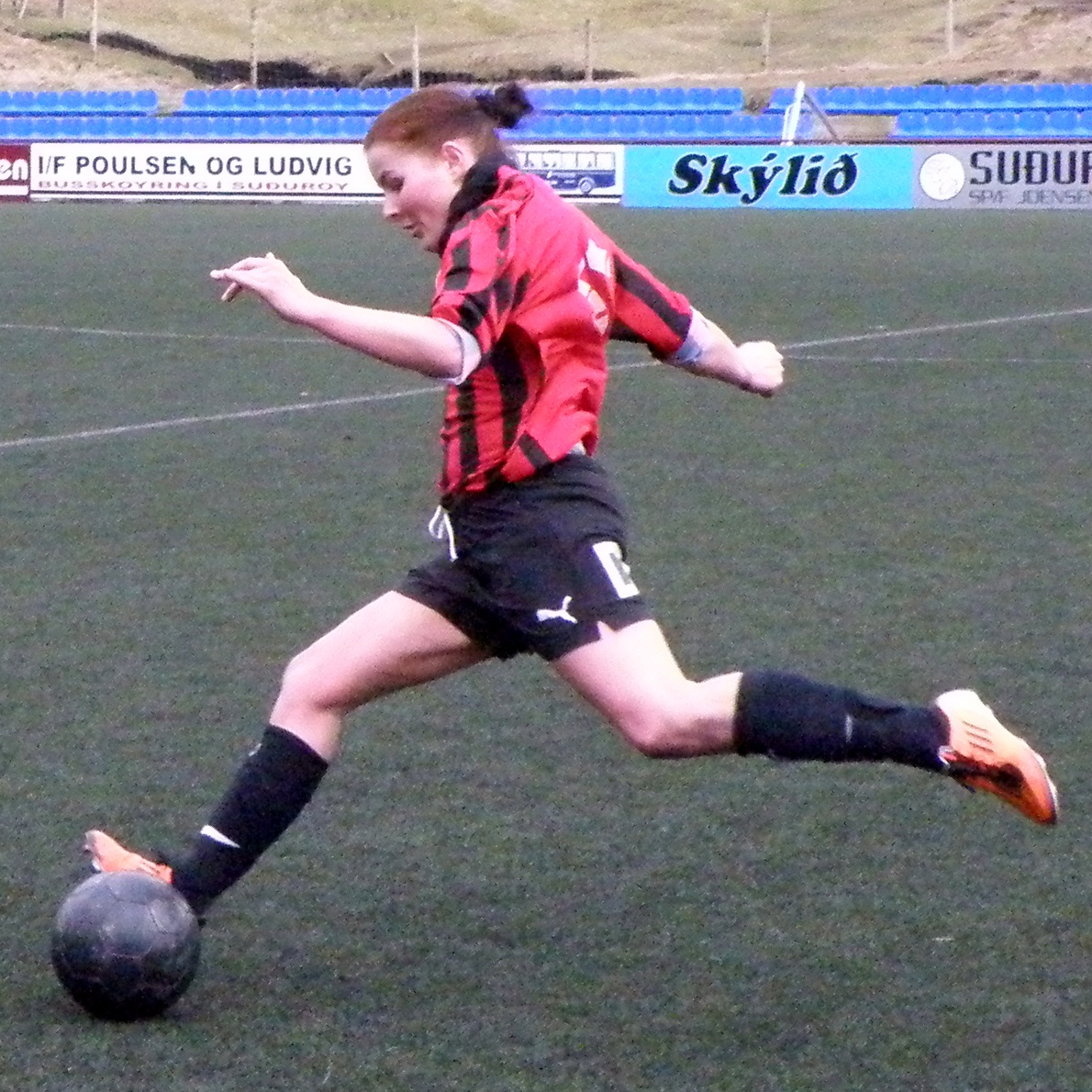
Torschützenkönigin Heidi Sevdal

| Platz | Spieler             | Mannschaft        | Tore |
| ----- | ------------------- | ----------------- | ---- |
| 1     | Heidi Sevdal        | HB Tórshavn       | 29   |
| 2     | Maria K. Thomsen    | KÍ Klaksvík       | 27   |
| 3     | Rannvá B. Andreasen | KÍ Klaksvík       | 23   |
| 4     | Sigrid Jacobsen     | KÍ Klaksvík       | 15   |
| 5     | Elin Maria Isaksen  | HB Tórshavn       | 14   |
| 6     | Kára Djurhuus       | EB/Streymur/Skála | 12   |
| 7     | Íðunn Magnussen     | EB/Streymur/Skála | 11   |
| 8     | Lív F. Arge         | HB Tórshavn       | 10   |
| 8     | Fríðrún Danielsen   | EB/Streymur/Skála | 10   |
| 8     | Ansy Sevdal         | EB/Streymur/Skála | 10   |

## Trainer
| Mannschaft             | Trainer              | Spieltage |
| ---------------------- | -------------------- | --------- |
| AB Argir               | Lennard Petersen     | 01–18     |
| B36 Tórshavn           | Jacob Thomsen        | 01–18     |
| B68 Toftir/NSÍ Runavík | Tummas Eivind Hansen | 01–04     |
| EB/Streymur/Skála      | Poul G. Olsen        | 01–18     |
| HB Tórshavn            | Allan Dybczak        | 01–18     |
| ÍF Fuglafjørður        | Durita R. Djurhuus   | 01–18     |
| KÍ Klaksvík            | Aleksandar Đorđević  | 01–18     |
| Víkingur Gøta          | Ingun Hansen         | 01–18     |

Während der Saison gab es keine Trainerwechsel.

## Spielstätten
In Klammern sind bei mehreren aufgeführten Stadien die Anzahl der dort ausgetragenen Spiele angegeben.
| Mannschaft             | Stadion              | Spielort     |
| ---------------------- | -------------------- | ------------ |
| AB Argir               | Blue Water Arena     | Argir        |
| B36 Tórshavn           | Gundadalur           | Tórshavn     |
| B68 Toftir/NSÍ Runavík | Tofta Leikvøllur     | Toftir       |
| EB/Streymur/Skála      | Við Margáir (8)      | Streymnes    |
| EB/Streymur/Skála      | Undir Mýruhjalla (1) | Skáli        |
| HB Tórshavn            | Gundadalur           | Tórshavn     |
| ÍF Fuglafjørður        | Í Fløtugerði         | Fuglafjørður |
| KÍ Klaksvík            | Við Djúpumýrar       | Klaksvík     |
| Víkingur Gøta          | Sarpugerði           | Norðragøta   |

## Schiedsrichter
Folgende Schiedsrichter, darunter auch einer aus Dänemark, leiteten die 63 ausgetragenen Erstligaspiele:
| Name                         | Stammverein       | Spiele |
| ---------------------------- | ----------------- | ------ |
| Elsa Andreasen               | EB/Streymur       | 17     |
| John Ray Ellingsgaard        | KÍ Klaksvík       | 07     |
| Tóki Høghamar                | EB/Streymur       | 05     |
| Oda Andreasen                | HB Tórshavn       | 03     |
| Bogi Eyðunsson Hansen        | Víkingur Gøta     | 03     |
| Roni Stærmose                | AB Argir          | 03     |
| Kenneth Hovgaard Djurhuus    | FF Giza/FC Hoyvík | 02     |
| Jógvan S. Heinesen           | B36 Tórshavn      | 02     |
| Kári Jóannesarson á Høvdanum | Víkingur Gøta     | 02     |
| Dánjal Mouritsson Joensen    | Undrið FF         | 02     |
| Magnus Jørmundsson           | ÍF Fuglafjørður   | 02     |
| Bent Tommy Linklett          | HB Tórshavn       | 02     |

Weitere 13 Schiedsrichter leiteten jeweils ein Spiel.

## Die Meistermannschaft
In Klammern sind die Anzahl der Einsätze sowie die dabei erzielten Tore genannt.
| 1. | KÍ Klaksvík |
|    | Katrina Akursmørk (17/0) \| Rannvá B. Andreasen (18/23) \| Annika M. Arge (3/0) \| Monika Biskopstø (12/0) \| Jansy Jacobsen (1/0) \| Liljan Jacobsen (1/1) \| Sigrid Jacobsen (18/15) \| Gunnrið F. Joensen (1/0) \| Gudny Johannesen (4/1) \| Malena Josephsen (18/5) \| Bára S. Klakstein (17/0) \| Eyðvør Klakstein (17/6) \| Paula Mikkelsen (4/0) \| Ása Klein Olsen (6/2) \| Hervør Olsen (6/1) \| Laila Pætursdóttir (6/2) \| Ragna B. Patawary (1/0) \| Annika Ragna Petersen (18/3) \| Sofía Purkhús (10/9) \| Sigrun Sirdal (13/1) \| Ann Stauss (10/0) \| Ása K. Thomsen (15/0) \| Maria K. Thomsen (16/27) \| Randi Wardum (4/0) ohne Einsatz: Lisa Joensen - Trainer: Aleksandar Đorđević |

## Nationaler Pokal
Im Landespokal gewann Meister KÍ Klaksvík mit 5:1 gegen ÍF Fuglafjørður und erreichte dadurch das Double.

## Europapokal
2013/14 spielte KÍ Klaksvík als Meister des Vorjahres in der Qualifikationsrunde der UEFA Women’s Champions League. Im ersten Spiel gelang beim 1:1 gegen ŽFK Ekonomist Nikšić (Montenegro) der einzige Punktgewinn, die restlichen beiden Spiele wurden mit 1:2 gegen Clube Atlético Ouriense (Portugal) sowie mit 0:3 gegen FC Zürich Frauen (Schweiz) verloren. Die Gruppe wurde somit auf dem letzten Platz beendet.